# سیارک ۱۹۱۹۰
سیارک ۱۹۱۹۰ (به انگلیسی: 19190 Morihiroshi، نامگذاری:1992AM1) نوزده هزار و صد و نودمین سیارک کشف شده‌است که در ۱۰ ژانویه ۱۹۹۲ کشف شد.
قدر مطلق سیارک برابر ۲۸.۲ است.